# Jocelyn Sioui
Pour les articles homonymes, voir Sioui.
Jocelyn Sioui est un écrivain, comédien et professeur de théâtre québécois d’origine huronne-wendat. Il est l’un des premiers marionnettistes autochtones du Québec. Il est l’auteur du livre et spectacle Mononk Jules, relatant la vie de son grand-oncle, l’activiste Jules Sioui.

## Biographie
Jocelyn Sioui est d'origine huronne-wendat. Il développe sa passion pour la scène à treize ans, alors qu’il commence à regarder La ligue nationale d’improvisation puis à lui-même faire de l’improvisation. Il se tourne par la suite vers les arts de la marionnette, qui sont selon lui, « le meilleur langage à l’expression de [s]es idées ».
Il est le créateur et directeur du OUF! Festival Off Castliers, un festival où plus d’une centaine de marionnettistes de partout à travers le monde se réunissent pour présenter leurs créations et leur art. Il est également le membre fondateur de la troupe de théâtre montréalaise Belzébrute. Ses spectacles sont présentés au Canada et en France.
Le passé engagé de son grand-oncle Wendat, Jules Sioui, le pousse à faire des recherches sur « les violences et les injustices subies par les membres des Premières Nations ». Les actions de son grand-oncle ont, entre autres, menées à la création de l’Assemblée des Premières Nations. Ces recherches inspirent un premier livre, Mononk Jules, puis un premier spectacle solo basé sur son livre. Grâce à son art, qui mélange marionnette et projection, l’artiste tente de « réduire le fossé qui sépare les Premières Nations du reste du Canada ». 

## Œuvres

### Essais
- Jocelyn Sioui, Mononk Jules, Wendake, Éditions Hannenorak, 2020, 321 p. (ISBN 9782923926520)

### Novella
- Jocelyn Sioui, Frétillant et agile, Wendake, Éditions Hannenorak, 2022, 36 p. (ISBN 9782925118053)

### Spectacles
- 2008 : Shavirez, le tsigane des mers, avec Belzébrute  (auteur-concepteur-interprète)
- 2011: Manga avec Belzébrute  (co-écrit et mis en scène avec Belzébrute)
- 2013: Mr P avec Belzébrute  (co-écrit avec Éric Desjardins et mise en scène avec Belzébrute)
- 2020: Mononk Jules, Théâtre aux Écuries (Idéateur, auteur, interprète et metteur en scène)

## Prix et honneurs
- 2013 : Grand prix du jury au OFF/Festival Mondial des Théâtres de Marionnettes de Charleville-Mézière[3] pour Shavirez.

- 2021-2022 : Prix RIDEAU/Accès culture pour le spectacle Mononk Jules[11]